# درامبگ
درامبگ (به انگلیسی: Drumbeg) یک روستا در بریتانیا است که در شهرستان داون واقع شده‌است. درامبگ ۷۲۷ نفر جمعیت دارد.